# Revista Cubana de Tecnología de la Salud
La Revista Cubana de Tecnología de la Salud (Rev. Cubana Tecnol. Salud.) es una publicación científica periódica en línea, fundada en 2007. Especializa en artículos sobre Ciencias de la Salud, Ciencias Médicas y Educación Médica, con un enfoque particular en las Tecnologías de la Salud.
La misión de la revista es publicar documentos científicos resultantes de investigaciones que contribuyan a la ciencia y la innovación en el campo de la Tecnología de la Salud.
La revista publica números seriados trimestrales y suplementos especiales dedicados a diferentes temas científicos de interés. Destaca por su política de no aplicar cargos por el tratamiento o publicación de artículos.
La revista pertenece al conjunto de publicaciones seriadas de la Editorial de Ciencias Médicas (ECIMED) [2] de Cuba, y es publicada por la Facultad de Tecnología de la Salud de la Universidad de Ciencias Médicas de La Habana. Esta facultad es una institución educativa que se dedica a la formación de profesionales altamente cualificados en el campo de las tecnologías de la salud. Ofrece nueve carreras de licenciatura y catorce de educación superior de ciclo corto, abarcando áreas que van desde la promoción y prevención hasta el tratamiento y rehabilitación de la salud.

## Acceso abierto
Es una publicación de acceso abierto. Esto garantiza que todo el contenido esté disponible de forma gratuita y sin restricciones económicas tanto para los usuarios individuales como para las instituciones. Los lectores tienen la libertad de leer, descargar, copiar, distribuir, imprimir, buscar o enlazar los textos completos de los artículos publicados en esta revista, todo ello sin la necesidad de solicitar permiso previo del editor o del autor. Estas actividades se pueden realizar respetando las condiciones de la Licencia Creative Commons Atribución-NoComercial 4.0 Internacional (CC BY-NC 4.0).  
La revista ha utilizado, además de su propia plataforma electrónica, las redes sociales para promover el acceso abierto a sus contenidos. Esta actividad en redes sociales ayuda a aumentar la visibilidad de la producción científica en materia de ciencia e innovación en tecnología de la salud, y a fomentar la diseminación del conocimiento sin barreras económicas, alineándose con su misión de educación y investigación abiertas.

## Temáticas de interés
La interdisciplinariedad es un enfoque que la Revista Cubana de Tecnología de la Salud valora profundamente. Se centra en la integración de conocimientos y métodos de diferentes disciplinas para abordar temas complejos de manera más completa y holística. En el contexto de la revista, esto significa combinar perspectivas de la medicina, la enfermería y otras ciencias, para avanzar en la comprensión y la aplicación de las tecnologías de la salud. Las principales áreas temáticas están en correspondencia con los programas de estudio en los que se enfoca la facultad patrocinadora de la revista. Estas son:
- Bioanálisis clínico
- Electromedicina
- Higiene y epidemiología
- Imagenología y radiofísica médica
- Logofonoaudiología
- Nutrición y dietética
- Optometría y óptica
- Rehabilitación en salud
- Serivicios farmacéuticos
- Sistemas de información en salud
- Servicios estomatológicos